# 瓦塘江
瓦塘江，位于中国广西壮族自治区南部，是郁江右岸支流，上游又称龙母江，发源于兴业县山心镇龙江村，西北流经山心镇治，过大岭冲村进入贵港市港南区，西北流经港南区湛江镇、桥圩镇，于瓦塘乡瓦塘村江口屯汇入郁江。干流河长61千米，平均比降1.26‰，流域面积664平方公里。年均径流量5.33亿立方米。